# Aldeanueva del Codonal
Aldeanueva del Codonal és un municipi de la província de Segòvia, a la comunitat autònoma de Castella i Lleó.

## Demografia
| 1991 | 1996 | 2001 | 2004 |
| ---- | ---- | ---- | ---- |
| 253  | 223  | 210  | 194  |